# Gorica, Radovljica
Gorica este o localitate din comuna Radovljica, Slovenia, cu o populație de 91 de locuitori.